# Adenopodia spicata
Adenopodia spicata là một loài thực vật có hoa trong họ Đậu. Loài này được (E.Mey.) C.Presl miêu tả khoa học đầu tiên.